# Constance Crompton
Pour les articles homonymes, voir Crompton.
Constance Crompton est une sociologue canadienne, professeure adjointe au Département de communications de l'Université d'Ottawa, où elle est également directrice du Laboratoire de données en sciences humaines. Crompton occupe les postes de Chaire de recherche du Canada en humanités numériques,, est vice-présidente de la filiale anglophone de la Société canadienne des humanités numériques, et est directrice associée du Digital Humanities Summer Institute (Université de Victoria). En 2023, Crompton a été élue au Collège de la Société royale du Canada.

## Biographie
Crompton est titulaire d'un baccalauréat ès arts (juin 2004) et d'une maîtrise de l'Université métropolitaine de Toronto (septembre 2006), ainsi que d'un doctorat de l'Université York. Après avoir terminé son postdoctorat à l'Université de Victoria en 2012, elle devient professeure adjointe d'humanités numériques sur le campus Okanagan de l'Université de la Colombie-Britannique (UBCO), où elle enseigne les humanités numériques, l'anglais et les études culturelles. Là, elle fonde le Humanities Data Lab de la Faculté des études créatives et critiques, désormais appelé AMP Lab. Crompton quitte finalement l'UBC pour enseigner à l'Université d'Ottawa. Elle travaille sur de nombreux projets et est une membre clée des projets Linked Infrastructure for Networked Cultural Scholarship, Implementing New Knowledge Environments Partnership et Transgender Media Portal.
En 2015, alors qu'elle enseignait à l'UBCO, Crompton reçoit une subvention Insight de près de 300 000 $ pour le projet Libération des lesbiennes et des gays au Canada. Elle reçoit ensuite le prix du « chercheure en début de carrière de l'année » de l'Université d'Ottawa en 2019, reconnaissant l'excellence en recherche et en enseignement. En 2023, Crompton est élue à la Société royale du Canada (collège) pour l'innovation et l'avancement des connaissances en sciences humaines. 
Crompton contribue à plusieurs livres, dont Doing Digital Humanities: Practice, Training, Research and Cultural Mapping et Digital Sphere: Place and Space. Elle a également publié de nombreux articles de revues et chapitres de livres.
Les recherches de Crompton consistent à transformer l'histoire en format de données liées, et d'autres intérêts incluent l'histoire queer, la modélisation des données et la culture populaire victorienne. Elle est codirectrice du projet Lesbian and Gay Liberation in Canada aux côtés de Michelle Schwartz (Université Ryerson), une base de données interactive qui retrace l'histoire des lesbiennes, gays, bisexuels et transgenres (LGBT) au Canada de 1964 à 1985.